# Ectatoderus sordidus
Ectatoderus sordidus är en insektsart som först beskrevs av Walker, F. 1869.  Ectatoderus sordidus ingår i släktet Ectatoderus och familjen Mogoplistidae. Inga underarter finns listade i Catalogue of Life.